# Linguistic Society of America
Die Linguistic Society of America (LSA) ist eine Gelehrtengesellschaft für das Gebiet der Linguistik. Die 1924 in New York City gegründete LSA setzt sich für die wissenschaftliche Erforschung von Sprachen ein. Die Gesellschaft veröffentlicht drei wissenschaftliche Zeitschriften: Language, die Open-Access-Zeitschrift Semantics and Pragmatics und die Open-Access-Zeitschrift Phonological Data & Analysis. Ihre Jahresversammlungen, die jeden Winter stattfinden, fördern den Austausch unter ihren Mitgliedern durch die Präsentation von begutachteten Forschungsergebnissen und führen außerdem die offiziellen Geschäfte der Gesellschaft durch. Seit 1928 bietet die LSA Ausbildungen für Linguisten im Rahmen von Kursen an, die alle zwei Jahre im Sommer an ihren Linguistic Institutes stattfinden. Die LSA und ihre 3.600 Mitglieder arbeiten daran, das Bewusstsein der Öffentlichkeit für linguistische Themen zu schärfen und zu politischen Debatten über Themen wie zweisprachigen Unterricht und die Erhaltung bedrohter Sprachen beizutragen.

## Geschichte
Die Linguistic Society of America (LSA) wurde am 28. Dezember 1924 gegründet, als sich etwa 75 Linguisten trafen, um Funktionäre zu wählen, eine Satzung zu ratifizieren und Dokumente vorzulegen, um die Kommunikation innerhalb des Bereichs Linguistik zu erleichtern. Zu den Gründungsmitgliedern gehörten 31 Frauen, von denen die meisten als Pädagoginnen und nicht als Wissenschaftlerinnen an Forschungseinrichtungen arbeiteten. Bis 1935 hatte die Hälfte der weiblichen Gründungsmitglieder die Gesellschaft verlassen – eine ähnliche Rate wie die der männlichen Mitglieder –, was größtenteils auf die Professionalisierung des Bereichs Linguistik zurückzuführen war, von der Frauen überproportional betroffen waren, da die meisten außerhalb der akademischen Welt arbeiteten.
Vor der Gründung der LSA gab es bereits eine Reihe ähnlicher Gesellschaften, darunter die American Philological Society und die Modern Language Association und mit der Veröffentlichung von Edward Sapirs Language und Ferdinand de Saussures Course in General Linguistics in den Jahren 1921 und 1922 begann sich die Linguistik als eigenständige Disziplin herauszubilden. Obwohl es sich um eine internationale Disziplin handelte, entwickelte sich bei den Gründern der LSA zunehmend das Gefühl, dass sich eine amerikanische Linguistik von den damals beliebten traditionellen europäischen Themen und Methoden unterschied. Eines der Gründungsmitglieder, Leonard Bloomfield, erläuterte die Notwendigkeit und Gründung der Gesellschaft, damit die Sprachwissenschaft, ähnlich, aber dennoch getrennt von anderen Wissenschaften, ein „professionelles Bewusstsein“ aufbauen könne.

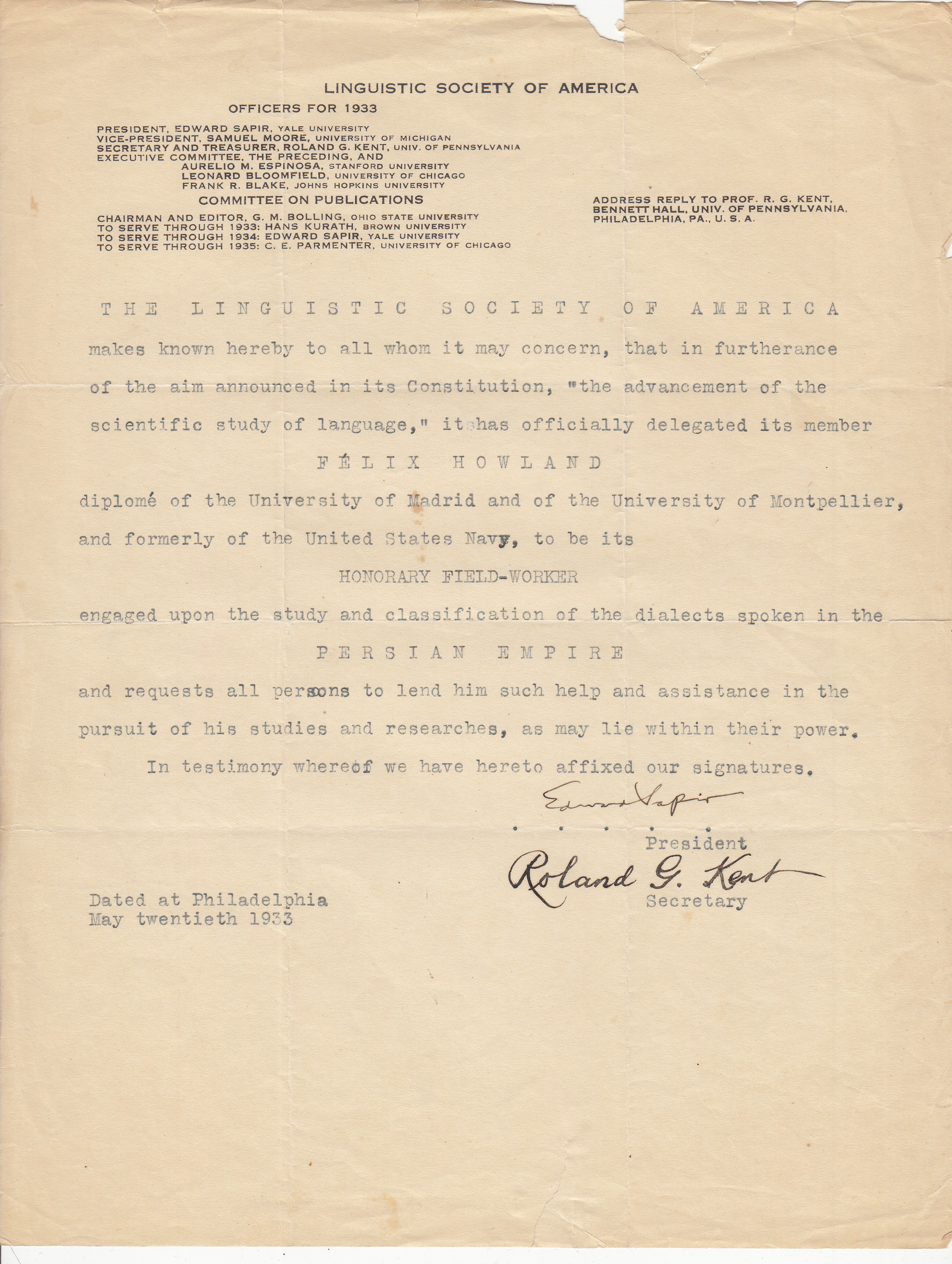
Briefkopf der LSA mit einer Auflistung der Beamten aus dem Jahr 1933, der Darlegung der Mission und der Delegierung eines Mitglieds zum ehrenamtlichen Außendienstmitarbeiter

Von Anfang an konzentrierte sich die LSA darauf, die Linguistik zu etablieren, getrennt von anderen Bereichen wie Philologie und Anthropologie. Die Gründer wurden als „wissenschaftliche Revolutionäre“ bezeichnet, da die frühen wissenschaftlichen Arbeiten der Mitglieder der Gesellschaft zur Entwicklung der Deskriptiven Linguistik beitrugen, indem sie frühere linguistische Forschungsrichtungen und Methoden zugunsten neuer Methoden ablehnten. Wenn man jedoch die Ansichten der weiblichen Mitglieder der Gesellschaft berücksichtigt, war die Gesellschaft weniger revolutionär und in ihrer wissenschaftlichen Arbeit vielfältiger.
Die LSA veröffentlichte die erste Ausgabe ihres Flaggschiff-Journals Language im März 1925. Im selben Jahr wählte die Gesellschaft ihren ersten Präsidenten, Hermann Collitz. 1927, drei Jahre nach der Gründung der Organisation, wurde die LSA in den American Council of Learned Societies aufgenommen. Im folgenden Jahr organisierte eines der Gründungsmitglieder der LSA, Edgar Sturtevant, das erste der Linguistic Institutes, die die LSA bis heute alle zwei Jahre abhält.
Mit ihrem Wachstum begann die LSA, auch außerhalb des professionellen Bereichs eine größere Rolle zu übernehmen. Während des Zweiten Weltkriegs unterstützte die LSA die US-Regierung mit Sprachtrainingsprogrammen über ihre Linguistic Institutes. Nachdem der langjährige Sekretär und Schatzmeister Archibald A. Hill 1969 von seinem Posten zurückgetreten war, nahm die LSA große Änderungen an ihrer Organisationsstruktur vor, um ihrer neuen und wachsenden Rolle besser gerecht zu werden. Die Zuständigkeiten des Sekretärs und Schatzmeisters wurden erweitert und die LSA richtete ein Sekretariat in Washington, DC, ein, um als Bindeglied zwischen den Mitgliedern, der Bundesregierung und anderen Berufsverbänden zu fungieren. 1981 gründete die LSA zusammen mit 9 anderen Berufsverbänden das Consortium of Social Science Associations, um sich für die staatliche Unterstützung der sozialwissenschaftlichen Forschung einzusetzen.

## Organisationsstruktur
Die Linguistic Society of America (LSA) wird von drei Amtsträgern und einem Exekutivkomitee geleitet. Die drei Amtsträger – Präsident, Vizepräsident und Sekretär/Schatzmeister – werden von den Mitgliedern der LSA gewählt. Der Präsident, der für eine Amtszeit von einem Jahr gewählt wird, fungiert als Vorsitzender des Exekutivkomitees und leitet auch die Jahresversammlung der Gesellschaft. Der Präsident wird zunächst für eine Amtszeit von einem Jahr zum Vizepräsidenten gewählt, was auch den Titel des designierten Präsidenten trägt, und übernimmt dann die Präsidentschaft nach Abschluss der Jahresversammlung. Der Sekretär/Schatzmeister wird vom Exekutivkomitee nominiert und von den Mitgliedern für eine Amtszeit von fünf Jahren gewählt. Sie fungieren als Finanzvorstand der LSA. Larry Horn ist derzeit Präsident, John Baugh ist Vizepräsident. Die derzeitige Sekretärin und Schatzmeisterin, die ihr Amt im Januar 2018 angetreten hat, ist Lenore Grenoble, die das Amt mindestens bis 2023 ausüben wird.
Der Exekutivausschuss hat die höchste Autorität bei allen politischen Entscheidungen der LSA. Der Ausschuss besteht aus 12 Mitgliedern, von denen 11 stimmberechtigt sind. Der Exekutivdirektor amtiert von Amts wegen ohne Stimmrecht, während die drei Amtsträger und der Präsident des Vorjahres stimmberechtigte Mitglieder des Gremiums sind. Die restlichen sieben Positionen werden speziell von Mitgliedern der LSA gewählt und besetzt. Ein Mitglied ist ein studentisches Mitglied, das für eine Amtszeit von zwei Jahren gewählt wird, während die restlichen sechs ordentliche Mitglieder für eine Amtszeit von drei Jahren sind. Die Wahlen für die dreijährigen Amtszeiten sind gestaffelt, wobei jedes Jahr zwei Mitglieder gewählt werden. Der Exekutivdirektor wird vom Exekutivausschuss nominiert und vom Präsidenten ernannt. Er fungiert als oberster Verwaltungsbeamter, überwacht die Anwendung und Einhaltung der Richtlinien der Gesellschaft und berichtet direkt dem Exekutivausschuss.
Die Mitgliedschaft in der LSA steht allen Personen offen, die ihren Mitgliedsbeitrag entrichten. Sie berechtigt zum Bezug der wichtigsten Publikation der Gesellschaft, Language, sowie zum Einreichen von Manuskripten und Abstracts für die jährliche Versammlung der LSA. Wissenschaftler, die außerhalb der Vereinigten Staaten leben, können nach Nominierung durch das Exekutivkomitee zu Ehrenmitgliedern der LSA gewählt werden. Derzeit gibt es etwa 3.500 Mitglieder.
Die LSA verfügt über eine Reihe ständiger Ausschüsse und Interessengruppen zu verschiedenen Themen der Linguistik, darunter:
- Committee on Endangered Languages and their Preservation (CELP)
- Ethics Committee
- Committee on Ethnic Diversity in Linguistics (CEDL)
- Linguistics in the School Curriculum Committee (LiSC)
- Linguistics in Higher Education Committee (LiHeC)
- Public Relations Committee
- Committee on Public Policy (CoPP)
- Committee on Student Issues and Concerns (COSIAC)
- Committee on Gender Equity in Linguistics (COGEL), formerly on the Status of Women in Linguistics (COSWL)
- Committee on Scholarly Communication in Linguistics (COSCIL)
- Committee on LGBTQ+ Issues in Linguistics (COZIL)
- Linguistics Beyond Academia Special Interest Group

## Tagungen

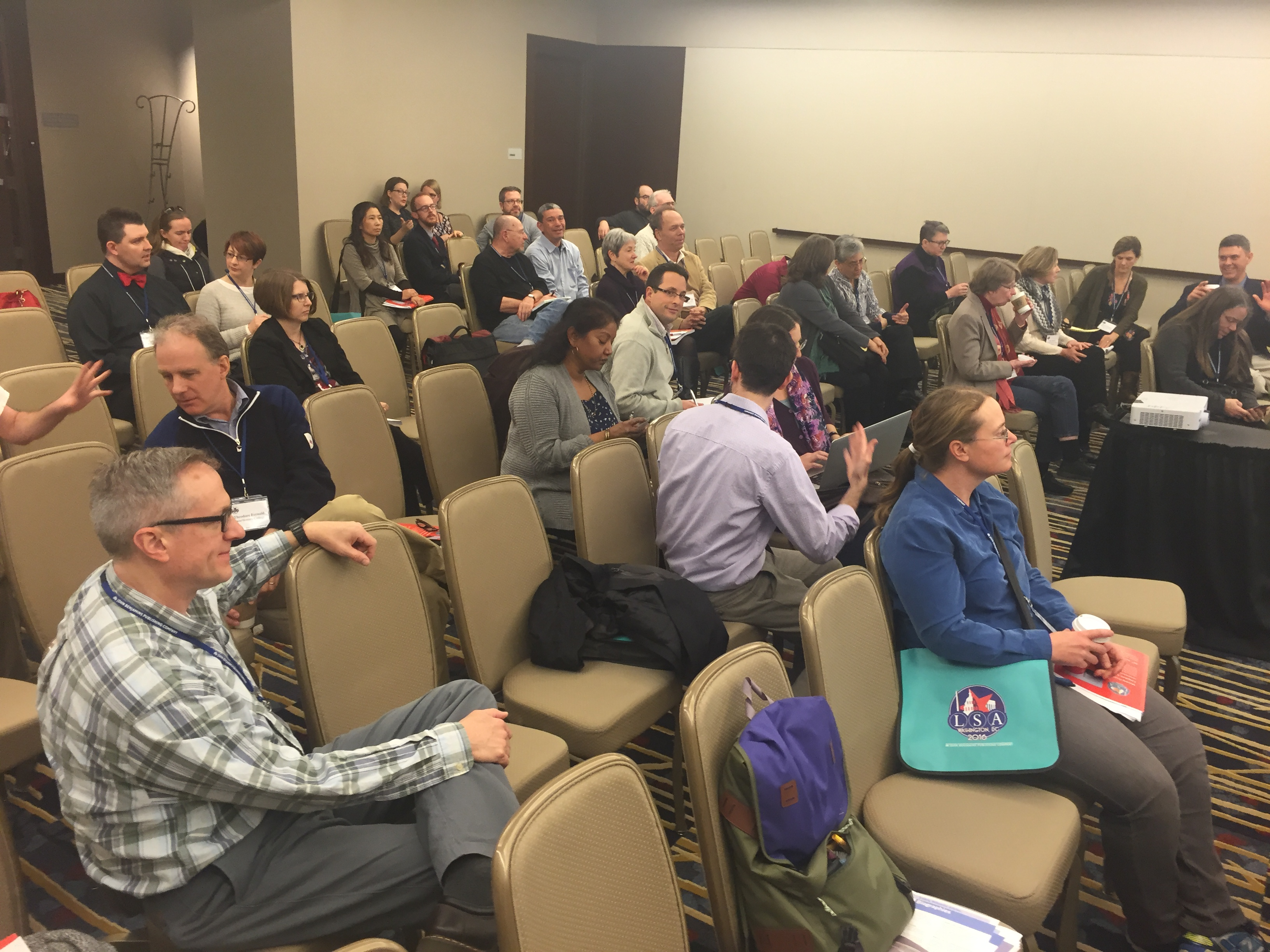
Teilnehmer eines Vortrags zum Thema Wikipedia-Editierung bei der Jahrestagung 2016 der LSA

Das erste Treffen der Linguistic Society of America (LSA) fand am 28. Dezember 1924 im American Museum of Natural History in New York City statt. Die Gesellschaft tagte bis 1982 alle zwei Jahre, einmal im Sommer in Zusammenarbeit mit dem Linguistic Institute und einmal im Winter. Seit 1982 tagt die LSA jährlich im Winter. Die Treffen fanden im Dezember statt, bis sie 1990 auf Anfang Januar verlegt wurden.
Die viertägige Jahrestagung findet gemeinsam mit einer Reihe von Schwesterorganisationen statt, wie etwa der American Dialect Society, der American Name Society, der Society for the Study of the Indigenous Languages of the Americas, der North American Association for the History of the Language Sciences, der North American Research Network in Historical Sociolinguistics, der Society for Computation in Linguistics und der Society for Pidgin and Creole Languages. Mitglieder der LSA können Abstracts beim Programmkomitee einreichen, die für Vorträge und Postersitzungen bei der Jahrestagung berücksichtigt werden. Die LSA bietet bei ihrer Jahrestagung auch „Minikurse“ an, die Unterricht in verschiedenen Bereichen wie Python-Skripting und statistischen Methoden mit R bieten.

### Linguistische Institute
Die LSA veranstaltet alle zwei Jahre im Sommer ein vierwöchiges Linguistisches Institut, das Vorträge und Kurse zu verschiedenen Aspekten der Linguistik umfasst. Von den Mitgliedern als eine der wichtigsten Leistungen der LSA angesehen, hat das Institut die Entwicklung des Fachgebiets durch die Förderung neuer Richtungen wie Psycholinguistik und Soziolinguistik mitbestimmt. Jedes Institut verfügt über eine Reihe von Stiftungslehrstühlen, die nach prominenten Linguisten benannt sind: den Sapir-Lehrstuhl für Allgemeine Linguistik,
den Hermann- und Klara-H.-Collitz-Lehrstuhl für Historische Linguistik und seit 2005 den Ken Hale-Lehrstuhl für linguistische Feldforschung und die Erhaltung bedrohter Sprachen. Die neueste Stiftungsprofessur ist nach dem verstorbenen LSA-Präsidenten Charles Fillmore benannt. Die LSA vergibt außerdem eine Reihe von Stipendien für Studenten, die nach prominenten Linguisten und deren Familienangehörigen benannt sind. Dazu gehören Stipendien, die nach Ken Hale, James McCawley, Ivan Sag und Julia Bloch benannt sind. Der Bloch-Stipendiat ist gleichzeitig Mitglied des Exekutivausschusses der LSA und Vorsitzender des Studentenausschusses. Für das Institut 2019 vergab die LSA zwei weitere Stipendien: das erste ist nach Charles Fillmore benannt, das zweite nach Yuki Koroda.
Die Idee für ein Linguistisches Institut wurde erstmals im Frühjahr 1927 von Reinhold Saleski vorgeschlagen. Die noch junge Gesellschaft zögerte zunächst, aber Edgar Sturtevant war von der Idee begeistert. Sturtevant formte Saleskis Idee zu einem Modell, das noch heute verwendet wird: eine Versammlung von Wissenschaftlern in Verbindung mit Kursarbeit. Der Vorstand stimmte für die Genehmigung des ersten Linguistischen Instituts, das 1928 abgehalten werden sollte, sowie für ein zweites Institut im Jahr 1929. Nach dem vierten Institut im Jahr 1931 wurde das Programm aufgrund der Weltwirtschaftskrise für vier Jahre unterbrochen. Die Institute fanden jedes Jahr parallel zu den Sommertreffen der LSA statt, bis die Gesellschaft 1988 aufgrund steigender Kosten ankündigte, dass die Linguistischen Institute nur noch alle zwei Jahre stattfinden würden. Zur selben Zeit wurde auch das Sommertreffen der LSA eingestellt.
Neben dem Hauptinstitut für Linguistik sponsert die LSA auch das Institute for Collaborative Language Research (CoLang), das jedes Jahr im Wechsel mit dem Hauptinstitut stattfindet. Das CoLang 2018 fand an der University of Florida statt, das für 2020 geplante CoLang an der University of Montana wurde aufgrund von COVID-19 verschoben, das CoLang 2022 wird nun an der University of Montana stattfinden. Die LSA wird bei dieser Veranstaltung eine Reihe von Studentenstipendien sponsern.

## Publikationen
Die LSA gibt zwei eigene Zeitschriften heraus und veröffentlicht Konferenzberichte zum Annual Meeting of Phonology, zum Annual Meeting of Semantics and Linguistics Theory (SALT), zum Annual Meeting of the Berkeley Linguistic Society (BLS) sowie ausführliche Konferenzzusammenfassungen ihrer eigenen Jahrestagungen.
Das Flaggschiff der LSA, Language, gilt als eines der führenden Journale auf diesem Gebiet. Das Journal ist fast so alt wie die Gesellschaft selbst. Es wurde erstmals im März 1925 veröffentlicht und von George Melville Bolling, Aurelio Espinosa und Edward Sapir herausgegeben. 2016 erschien sein 92. Band unter der Herausgeberschaft von Gregory Carlson. Dr. Carlsons Nachfolger, Andries Coetzee, wurde 2016 zum Herausgeber von Language gewählt und trat das Amt 2017 für eine Amtszeit von sieben Jahren an. Das Journal ist verzögerter Open Access, d. h. Artikel können nach einem Jahr Open Access oder gegen eine Gebühr sofort veröffentlicht werden.
Die Schwesterpublikation Semantics and Pragmatics ist vollständig Open Access. Sie wurde 2008 als Co-Journal der von der LSA entwickelten eLanguage-Publikationsplattform gegründet, wurde aber 2013 mit der Einstellung von eLanguage zu einem vollwertigen Journal. Das Ziel der neuen Publikation bestand darin, nicht nur Artikel zu veröffentlichen, sondern dies auch mit den Fortschritten des Open Publishing zu tun, einschließlich schneller Bearbeitungszeiten und kostenlosem und offenem Zugang.
Im Jahr 2018 brachte die LSA eine zweite „Schwesterzeitschrift“ zu Language heraus, mit dem Titel Phonological Data and Analysis. Zu diesem Zeitpunkt wurde ein Aufruf zur Einreichung von Beiträgen veröffentlicht, und der erste Artikel wurde im Juni 2019 veröffentlicht.
Die LSA veröffentlicht eine Reihe von Konferenzberichten, darunter: Semantics and Linguistic Theory (SALT), The Annual Meetings in Phonology (AMP), die Berkeley Linguistic Society (bis Band 45) und Proceedings of the LSA (früher Extended Abstracts). Alle sind vollständig frei zugängliche Veröffentlichungen.

## Interessenvertretung
Die LSA hat sich zum Ziel gesetzt, die wissenschaftliche Erforschung der Sprache voranzutreiben und erreicht dieses Ziel durch Lobbyarbeit. Die Gesellschaft erkannte ihre wachsende Rolle bei der Lobbyarbeit und gründete 1969 ein Sekretariat in Washington, DC, um die Verbindung zwischen ihren Mitgliedern und der Regierung zu verbessern. Etwa zur gleichen Zeit begann die LSA mit anderen Berufsverbänden zusammenzuarbeiten, um sich im Rahmen des Consortium of Social Science Associations (COSSA) zu treffen und Forschungsergebnisse auszutauschen. Während der Reagan-Regierung, nach Kürzungen der Mittel für die Sozialwissenschaften im Jahr 1981, gründeten die LSA und 9 andere Berufsverbände COSSA als Lobbyarbeit für die Finanzierung der sozialwissenschaftlichen Forschung.
Die Lobbyarbeit beschränkt sich nicht nur auf die Wissenschaftsförderung, sondern befasst sich auch mit größeren Fragen der öffentlichen Ordnung. Im Laufe der Jahre haben die LSA-Mitglieder eine Reihe von Resolutionen zu Fragen der öffentlichen Ordnung verabschiedet. 1987 bezog die LSA offiziell Stellung gegen die Nur-Englisch-Bewegung in den Vereinigten Staaten und erklärte, dass „Maßnahmen für eine Nur-Englisch-Bewegung ... auf falschen Vorstellungen über die Rolle einer gemeinsamen Sprache bei der Schaffung politischer Einheit beruhen und ... mit den grundlegenden amerikanischen Traditionen sprachlicher Toleranz unvereinbar sind“. Um diese Haltung zu untermauern, ratifizierten die Mitglieder 1996 eine Erklärung zu sprachlichen Rechten, in der es heißt: „Regierung und Volk der Vereinigten Staaten haben eine besondere Verpflichtung, es den indigenen Völkern zu ermöglichen, ihre Sprachen und Kulturen zu bewahren“ und erklärten sieben grundlegende sprachliche Rechte, darunter das Recht, „ihre Kinder in einer Weise erziehen zu lassen, die ihre muttersprachlichen Fähigkeiten positiv anerkennt ...“, was die Möglichkeit einer Ausbildung in einer anderen Sprache als Englisch einschließt. Fünf Jahre später sprach sich die LSA für die Anerkennung von Gebärdensprachen als gleichwertig mit anderen Sprachen aus. Die 2001 verabschiedete Resolution „bestätigte, dass die von Gehörlosengemeinschaften verwendeten Gebärdensprachen vollwertige Sprachen mit allen strukturellen Merkmalen und Ausdrucksmöglichkeiten von Lautsprachen sind“ und forderte, dass Gebärdensprachen im akademischen und politischen Leben der gleiche Respekt entgegengebracht werde wie anderen Sprachen.
Die Gesellschaft hat sich auch gezielter für ihre Interessen eingesetzt. 1997 unterstützte eine Resolution der LSA den Schulrat von Oakland in seinem Bemühen, einen Unterricht zu fördern, der den besonderen Merkmalen des afroamerikanischen Englisch Rechnung trägt (African American Vernacular English). In jüngerer Zeit hat sich die LSA für die Verabschiedung von Gesetzen zur Finanzierung von Revitalisierungsprogrammen für Native American languages eingesetzt. Ihre Bemühungen beschränken sich jedoch nicht streng auf Sprachen. Unter Berufung auf ihr Interesse an der Förderung von Vielfalt (insbesondere sprachlicher Vielfalt) unterzeichnete die LSA zusammen mit anderen Berufsverbänden im Verfahren Fisher v. University of Texas vor dem Obersten Gerichtshof ein Amicus Curiae-Schreiben, in dem die Bedeutung von Maßnahmen zur Förderung positiver Diskriminierung hervorgehoben und ihre Beibehaltung gefordert wurde.

## Auszeichnungen
Die LSA vergibt während ihrer Jahresversammlung eine Reihe von Auszeichnungen. Die Liste der Auszeichnungen, ihre Beschreibungen und ausgewählte Preisträger findet sich unten:
- Best Paper in Language: Dieser Preis wird dem besten im jeweiligen Jahr in der Zeitschrift Language veröffentlichten Artikel verliehen; alle veröffentlichten Artikel, die von mindestens einem LSA-Autor verfasst wurden, sind teilnahmeberechtigt.[41]
- Early Career Award: wird an ein Mitglied verliehen, das zu Beginn seiner Karriere „herausragende Beiträge auf dem Gebiet der Linguistik“ geleistet hat.[41]
- Excellence in Community Linguistics Award: wird an Mitglieder von Sprachgemeinschaften (typischerweise außerhalb des akademischen Bereichs professioneller Linguisten) verliehen, die „herausragende Beiträge“ zum Wohle der Sprache ihrer Gemeinschaft leisten.[41]
- Kenneth L. Hale Award: Dieser nach dem Linguisten Kenneth Hale benannte Preis wird einem Mitglied verliehen, das „herausragende Arbeit“ bei der Dokumentation einer bestimmten Sprache oder Sprachfamilie geleistet hat, die vom Aussterben bedroht ist oder nicht mehr gesprochen wird.[41]
- Leonard Bloomfield Book Award: Dieser nach dem Linguisten Leonard Bloomfield benannte Preis wird einem Buch verliehen, das einen „herausragenden Beitrag von bleibendem Wert“ zu unserem Verständnis von Sprache und Linguistik geleistet hat.[41]
- Linguistics Service Award: wird einem Mitglied verliehen, das sich „herausragende Verdienste“ für die Gesellschaft erworben hat[41]
- Linguistics, Language and the Public Award: wird einem Mitglied für eine Arbeit verliehen, die in den vier Jahren unmittelbar vor dem Nominierungstermin „das öffentliche Bewusstsein und Verständnis für Linguistik und Sprache wirksam erhöht“ hat; Arbeiten in jedem Medium sind teilnahmeberechtigt und können für mehrere Zyklen berücksichtigt werden.[41]
- Student Abstract Award: wird an einen Studenten verliehen, der bei der Jahrestagung ein Abstract eingereicht hat.[41]
- Victoria A. Fromkin Lifetime Service Award: benannt nach der Linguistin Victoria Fromkin. Dieser Preis wird einem Mitglied verliehen, das sich im Laufe seiner Karriere „außerordentliche Verdienste um das Fachgebiet und die Gesellschaft“ erworben hat.[41]
- Linguistics Journalism Award: Dieser Preis wurde 2014 erstmals verliehen und geht an „den Journalisten, dessen Arbeit die Linguistik im Vorjahr am besten repräsentiert“.[42][43]

### Preisträger des Preises „Linguistik, Sprache und Öffentlichkeit“
Zu den bisherigen Preisträgern des Linguistics, Language, and the Public Award zählen:
- John McWhorter
- Donna Jo Napoli
- Geoffrey Nunberg
- Steven Pinker
- Deborah Tannen